# Balaguer: La violencia del poder
Balaguer: La violencia del poder es un documental realizado en 2003 por el director y guionista dominicano René Fortunato. La cinta está basada en el segundo mandato presidencial de Joaquín Balaguer, a partir de 1966, y forma parte del esfuerzo del cineasta por dar a conocer la memoria histórica de su país. Fue proyectada en 2010, junto al resto de la producción cinematográfica de Fortunato, en el Centro Cultural Palacio de La Moneda durante la «Primera Muestra de Cine Documental Dominicano» patrocinada por la Cineteca Nacional de Chile. Es la segunda parte del documental Balaguer: La herencia del tirano.

## Contenido
Este largometraje documental muestra los acontecimientos políticos y sociales más importantes ocurridos en la República Dominicana, durante el período comprendido entre el primero de julio de 1966, fecha de la juramentación del Dr. Balaguer como Presidente Constitucional de la República, y el 16 de agosto de 1974, día en que terminó su segundo período de gobierno y se juramentó para un tercer período.
Utilizando durante toda la narración imágenes y sonidos de la época, el documental pone en evidencia el clima de irrespeto a los más elementales derechos del ser humano que prevaleció durante los gobiernos del Dr. Balaguer, así como la violenta represión que este presidente solía desatar contra sus opositores.